# Bambiderstroff
Bambiderstroff (prononcer [bɑ̃bidɛʁstʁɔf] ; en francique lorrain Bambidaschtroff) est une commune française située dans le département de la Moselle et le bassin de vie de la Moselle-est, en région Grand Est.

## Géographie
Bambiderstroff se trouve dans le centre de la Moselle, à cinq kilomètres de Saint-Avold, la plus grande ville des environs et une quarantaine de kilomètres de Metz, la préfecture du département.

### Communes limitrophes
|                  | Zimming                      | Longeville-lès-Saint-Avold |
| Haute-Vigneulles | Bambiderstroff               |                            |
| Flétrange        | Créhange, Tritteling-Redlach | Laudrefang                 |

### Hydrographie

#### Réseau hydrographique
La commune est située dans le bassin versant du Rhin au sein du bassin Rhin-Meuse. Elle est drainée par le ruisseau de Vigneulles.
Le ruisseau de Vigneulles, d'une longueur totale de 10,5 km, prend sa source dans la commune de Laudrefang et se jette  dans la Nied allemande à Guinglange, après avoir traversé quatre communes.

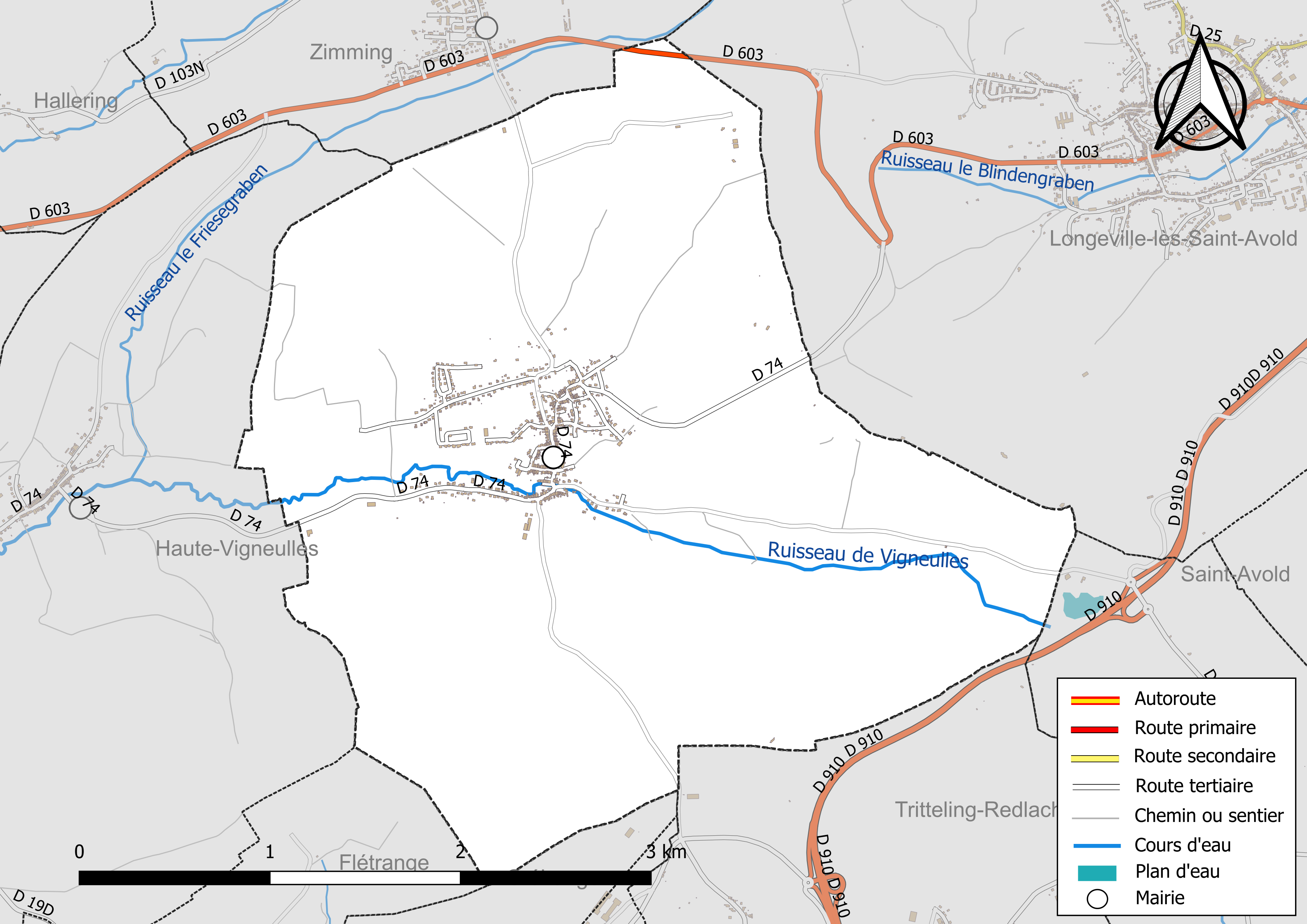
Réseaux hydrographique et routier de Bambiderstroff.

#### Gestion et qualité des eaux
Le territoire communal est couvert par le schéma d'aménagement et de gestion des eaux (SAGE) « Bassin Houiller ». Ce document de planification, dont le territoire est approximativement délimité par un triangle formé par les villes de Creutzwald, Faulquemont et Forbach, d'une superficie de 576 km2, a été approuvé le 27 octobre 2017. La structure porteuse de l'élaboration et de la mise en œuvre est la région Grand Est. Il définit sur son territoire les objectifs généraux d’utilisation, de mise en valeur et de protection quantitative et qualitative des ressources en eau superficielle et souterraine, en respect des objectifs de qualité définis dans le SDAGE  du Bassin Rhin-Meuse.
La qualité du ruisseau de Vigneulles, peut être consultée sur un site spécial géré par les agences de l’eau et l’Agence française pour la biodiversité.

### Climat
Pour des articles plus généraux, voir Climat du Grand Est et Climat de la Moselle.
En 2010, le climat de la commune est de type climat des marges montargnardes, selon une étude du Centre national de la recherche scientifique s'appuyant sur une série de données couvrant la période 1971-2000. En 2020, Météo-France publie une typologie des climats de la France métropolitaine dans laquelle la commune est exposée à un climat semi-continental et est dans la région climatique  Lorraine, plateau de Langres, Morvan, caractérisée par un hiver rude (1,5 °C), des vents modérés et des brouillards fréquents en automne et hiver. 
Pour la période 1971-2000, la température annuelle moyenne est de 9,4 °C, avec une amplitude thermique annuelle de 16,9 °C. Le cumul annuel moyen de précipitations est de 923 mm, avec 12,5 jours de précipitations en janvier et 9,8 jours en juillet. Pour la période 1991-2020, la température moyenne annuelle observée sur la station météorologique de Météo-France la plus proche, « Lesse_sapc », sur la commune de Lesse à 17 km à vol d'oiseau, est de 10,7 °C et le cumul annuel moyen de précipitations est de 694,0 mm. 
La température maximale relevée sur cette station est de 40 °C, atteinte le 25 juillet 2019 ; la température minimale est de −20,7 °C, atteinte le 20 décembre 2009,,. 
Les paramètres climatiques de la commune ont été estimés pour le milieu du siècle (2041-2070) selon différents scénarios d'émission de gaz à effet de serre à partir des nouvelles projections climatiques de référence DRIAS-2020. Ils sont consultables sur un site spécial publié par Météo-France en novembre 2022.

## Urbanisme

### Typologie
Au 1er janvier 2024, Bambiderstroff est catégorisée bourg rural, selon la nouvelle grille communale de densité à sept niveaux définie par l'Insee en 2022.
Elle est située hors unité urbaine et hors attraction des villes,.

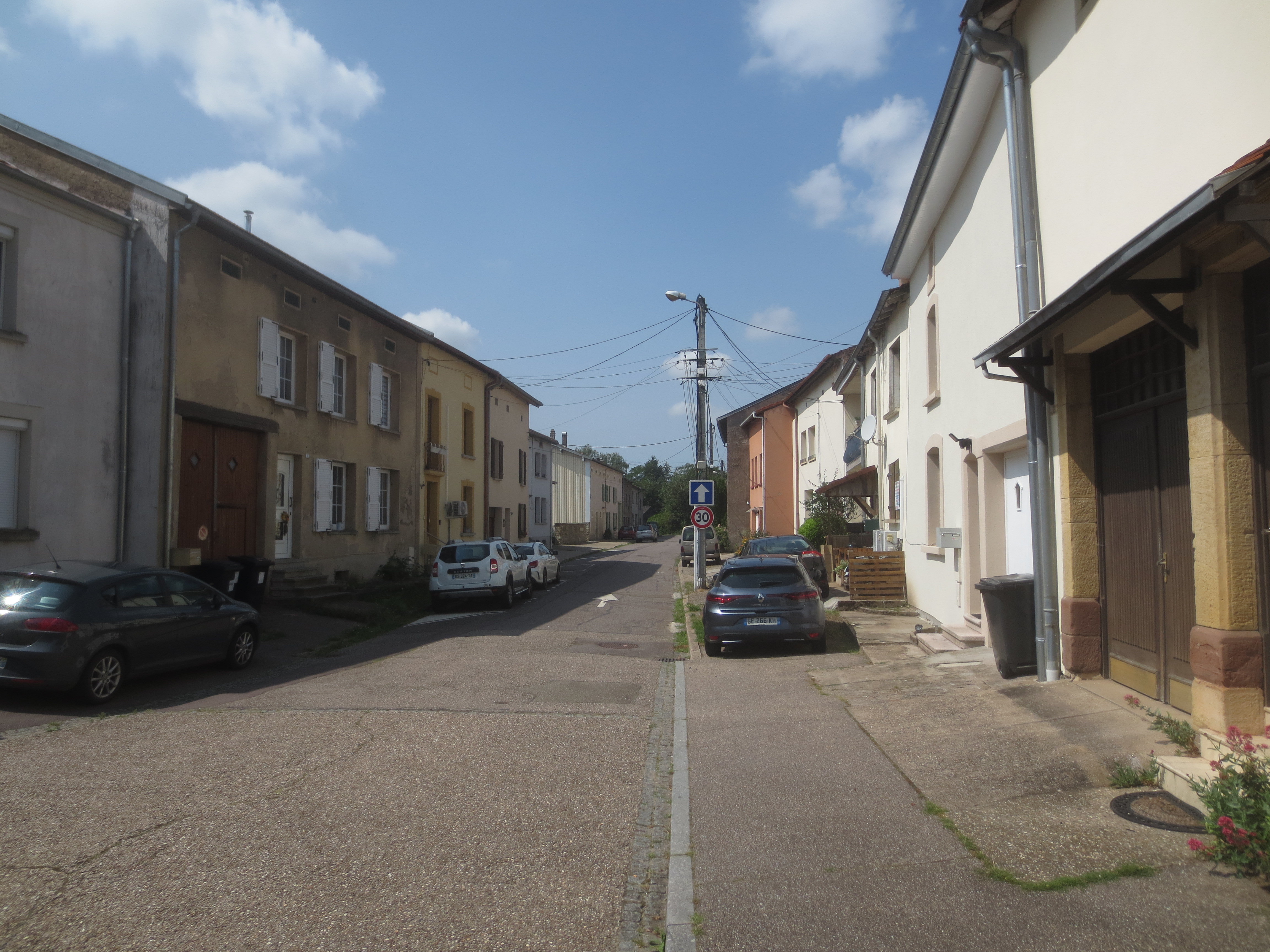
Rue de la Menter.
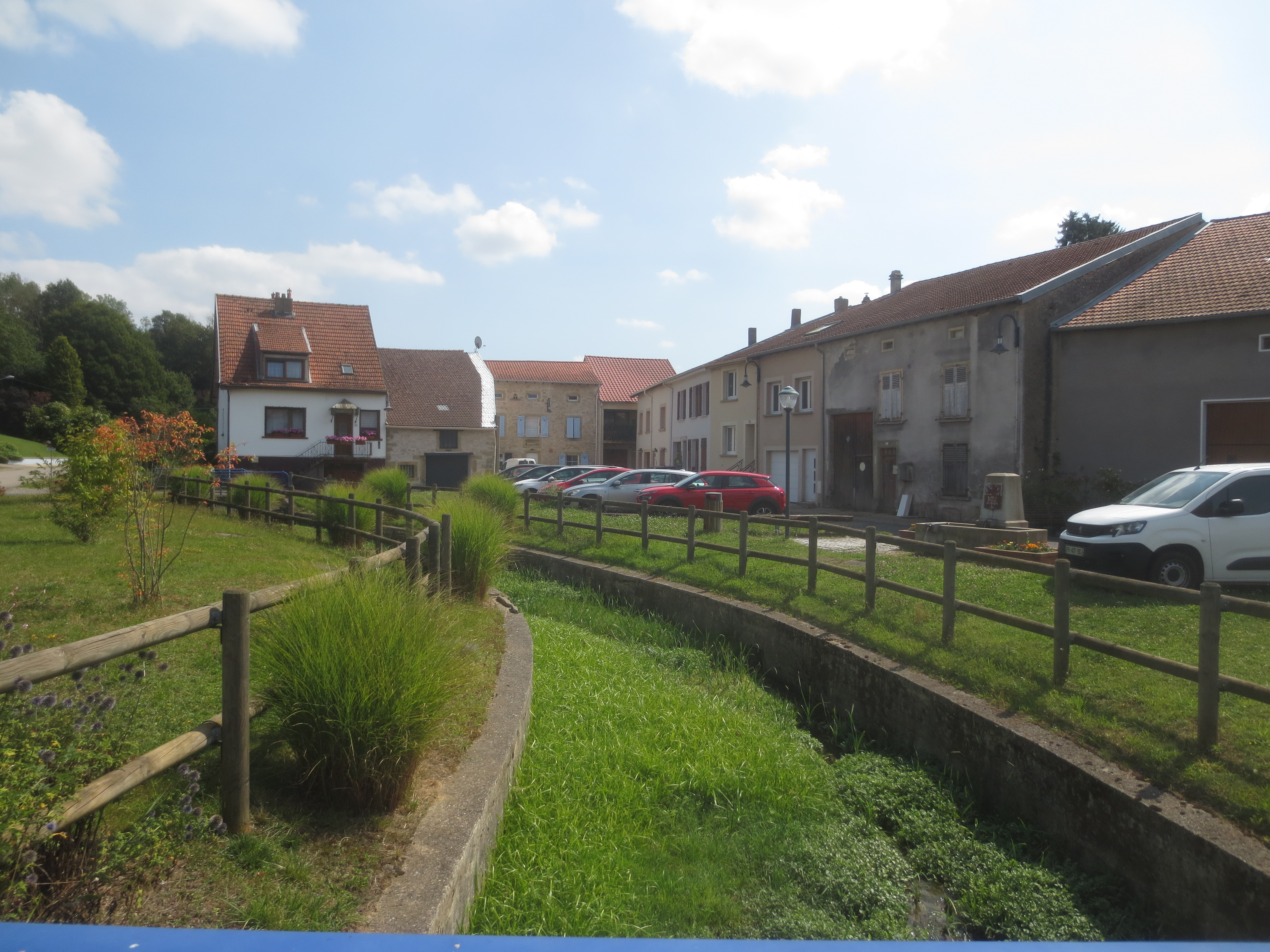
Place du 25 novembre.
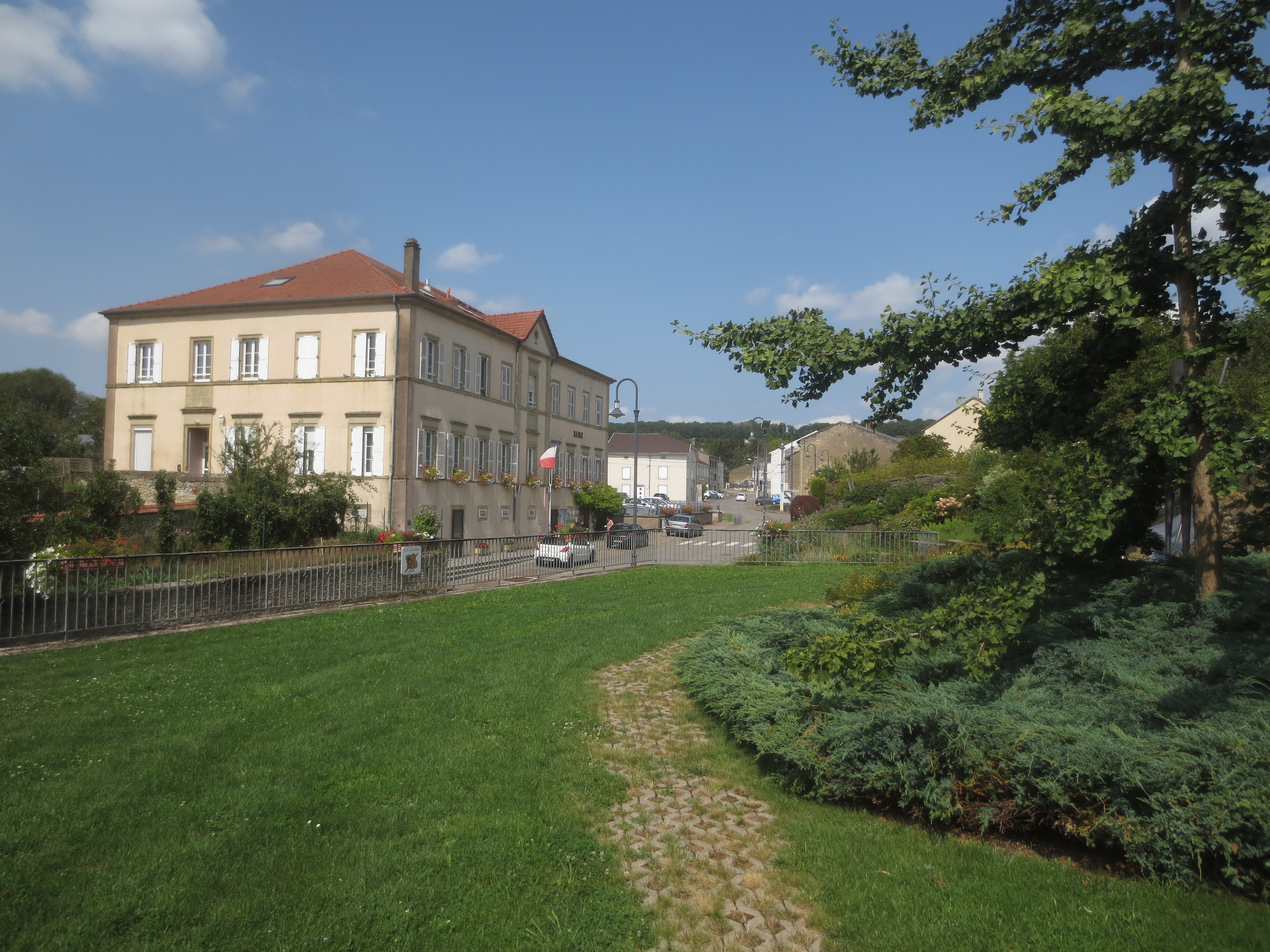
La mairie.
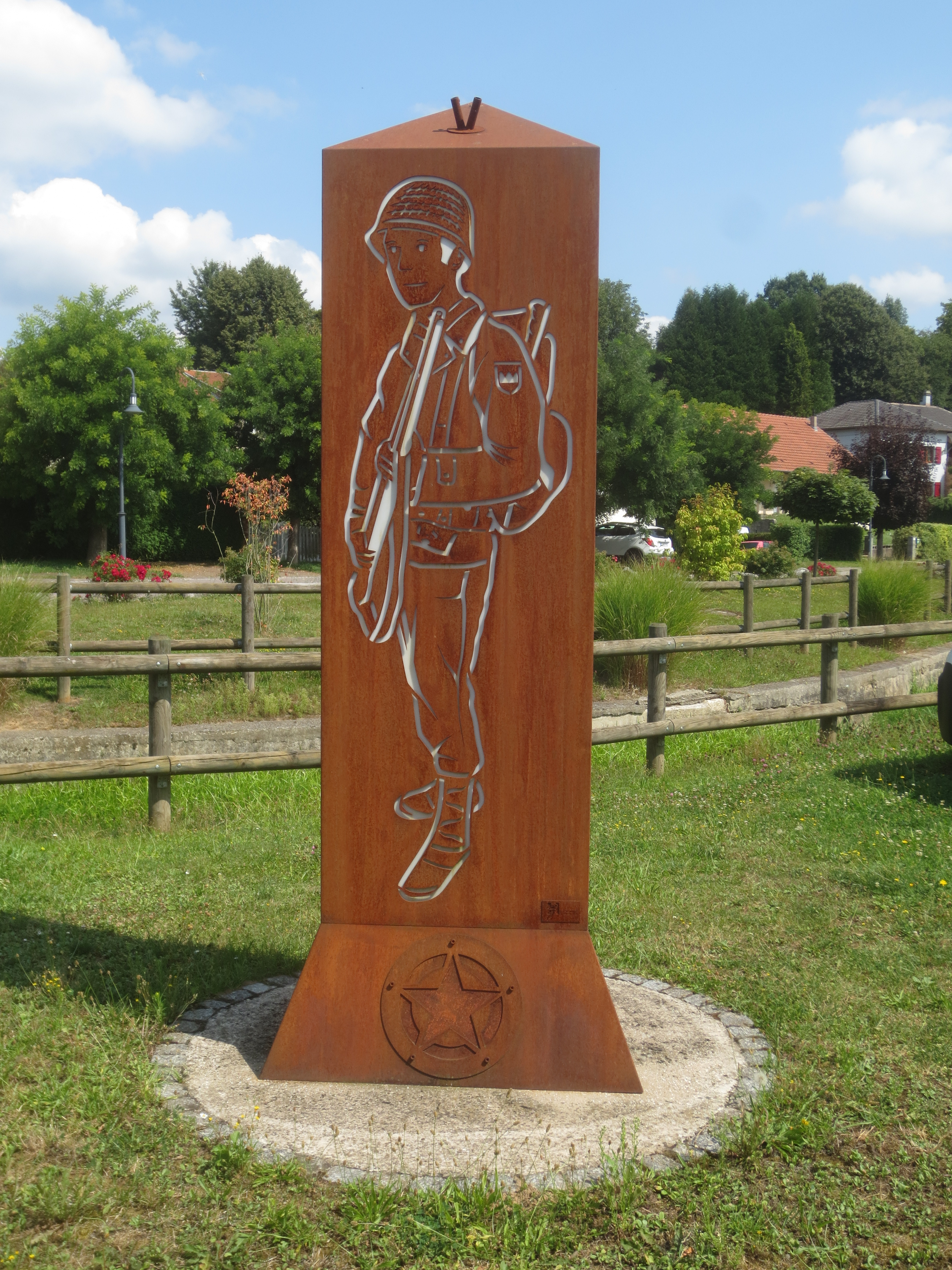
Monument aux morts américains place du 25 novembre.
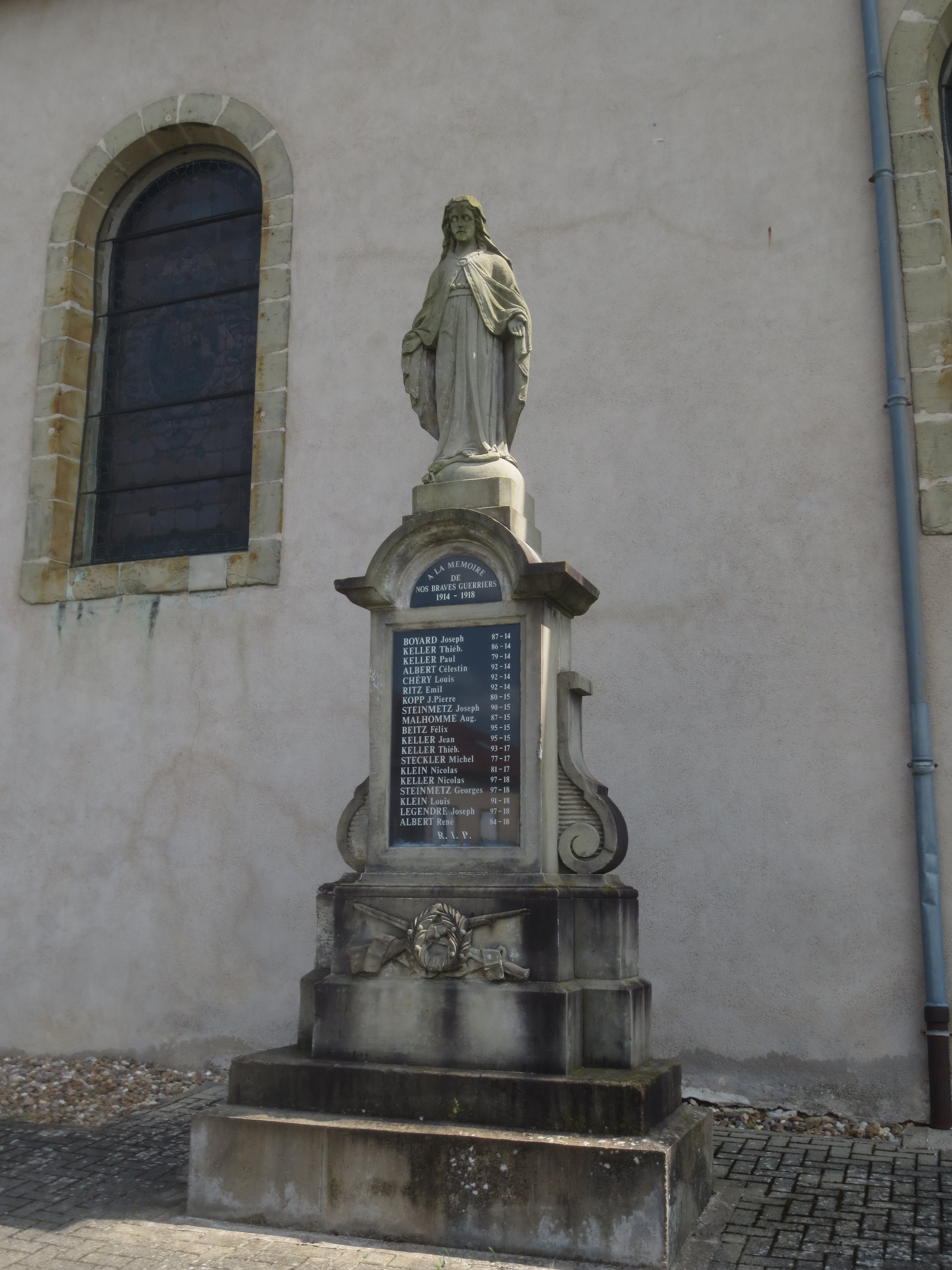
Monument aux morts.

### Occupation des sols
L'occupation des sols de la commune, telle qu'elle ressort de la base de données européenne d’occupation biophysique des sols Corine Land Cover (CLC), est marquée par l'importance des territoires agricoles (61,2 % en 2018), une proportion sensiblement équivalente à celle de 1990 (61,9 %). La répartition détaillée en 2018 est la suivante : 
forêts (32,7 %), terres arables (31,5 %), prairies (19,4 %), zones agricoles hétérogènes (10,2 %), zones urbanisées (6,1 %). L'évolution de l’occupation des sols de la commune et de ses infrastructures peut être observée sur les différentes représentations cartographiques du territoire : la carte de Cassini (XVIIIe siècle), la carte d'état-major (1820-1866) et les cartes ou photos aériennes de l'IGN pour la période actuelle (1950 à aujourd'hui).

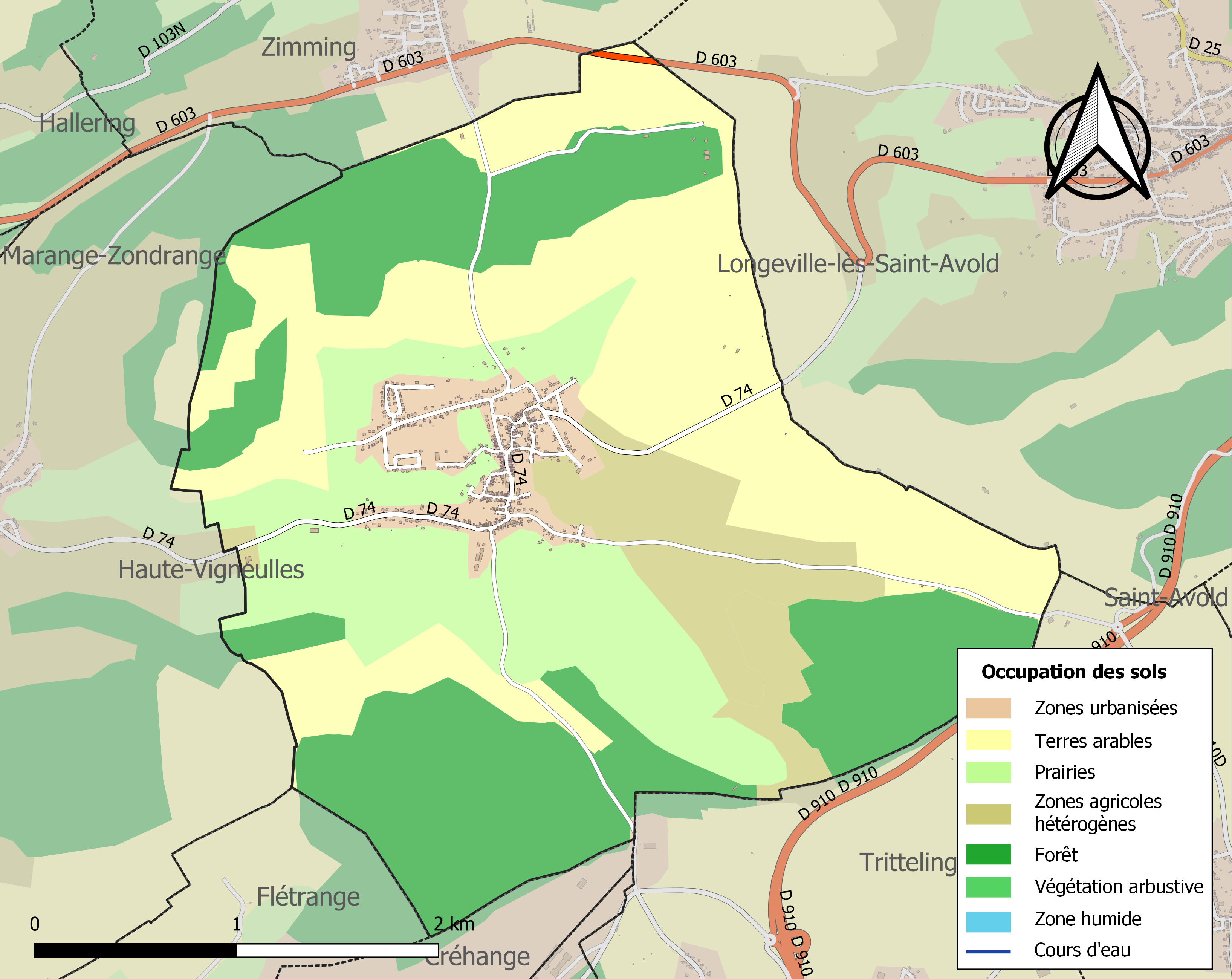
Carte des infrastructures et de l'occupation des sols de la commune en 2018 (CLC).

## Toponymie
Anciens noms : Bumbiderstorf (1121), Buderstorf (1121), Budestroff (1180), Butrestorff (1210), Bouderstorf (1271), Budersdorff (1288), Buedestorff (1308), Bambuderstroff (1357), Bonbuderstorff (1544), Baumbiderstroff (1555), Baumbiedersstorff (1594), Bambidestroff (1614), Baumbiedrestorff (1633), Baumbiderstroff (1671), Baumbiedersdorff (1673), Bambiederstroff (1687), Baumbidestroff (1694), Baubidestorf (1702), Bambiedestroff (1710), Baumbiderstroff (1801 : Bull. des Lois). 

Le village est nommé Baumbiedersdorf durant l'annexion de 1871 à 1918, puis durant la période 1940-1944, avant de devenir Bambiderstroff. 
Le nom francique lorrain du village est Bidaschtroff / Bambidaschtroff.
À noter que l'élément germanique Bam- ou l'allemand Baum- (arbre), permettait jadis de différencier ce village et celui de Pontpierre dont la forme francique est Stémbidaschtroff (allemand : Steinbiedersdorf). L'élément -troff se retrouve dans de nombreux lieux de Lorraine et correspond à l'allemand Dorf « village » avec une métathèse du [r] et durcissement du [d] > [t]. Il est souvent traduit par le français ville dont le sens premier était celui de « domaine rural », puis de « village ». Bider- représente l'anthroponyme germanique Budhari, suivi du [s] du « génitif saxon ».

### Sobriquet
Surnom sur les habitants : Die hämbiche Kepp (les entêtés, les inflexibles).

## Histoire

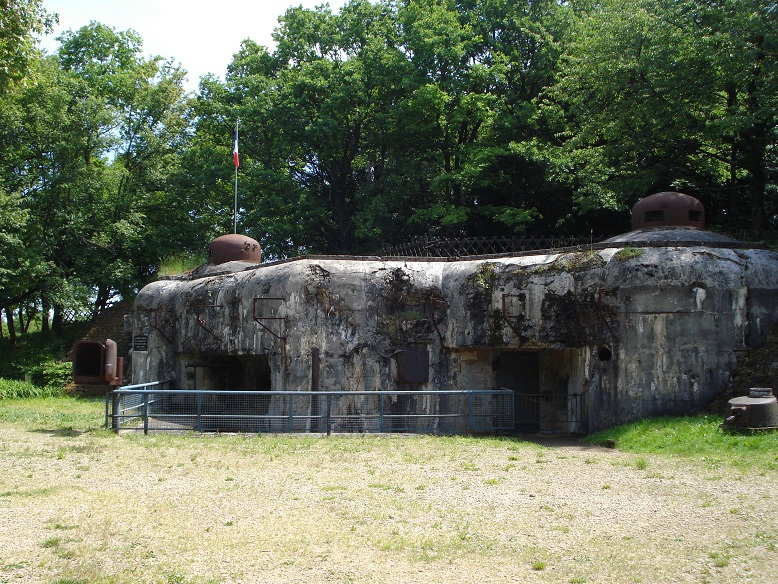
Le bloc 3 de l'ouvrage du Bambesch près de Bambiderstroff.

Les vestiges de neuf villa rustica gallo-romaines sont découverts sur le ban de la commune, témoignant de l'occupation du site dès l'Antiquité. Au Moyen Âge, le village appartient au domaine de l'abbaye Saint-Martin-de-Glandières de Longeville. Détruit totalement lors de la guerre de Trente Ans, le village est par la suite reconstruit et des colons viennent le repeupler.
Faisant partie de l'exclave de Raville, il est réuni au royaume de France depuis le 16 mai 1769, lorsqu'il est cédé par l'Autriche.
Le village est rattaché à l'Empire allemand, de 1871 jusqu'à la fin de la Première Guerre mondiale. Revenu à la France (comme toute l'Alsace-Moselle), il se trouve au milieu du dispositif de défense des frontières mis au point dans les années 1930, et qui prendra le nom ligne Maginot. Plusieurs casemates ainsi que l'ouvrage du Bambesch. sont construits sur le ban communal. Pendant la Seconde Guerre mondiale, l'ouvrage sera capturé par les Allemands le 20 juin 1940, préfigurant une nouvelle période d'annexion ; la commune sera finalement libérée le 25 novembre 1944 par les forces américaines.

## Politique et administration
| Période                                  | Période      | Identité              | Étiquette | Qualité |
| ---------------------------------------- | ------------ | --------------------- | --------- | ------- |
| Les données manquantes sont à compléter. |              |                       |           |         |
|                                          | 1979         | Nicolas Ancillon      | sans      |         |
| 1979                                     | mars 1983    | Alex Bastien          | sans      |         |
| mars 1983                                | mars 1995    | Michel Lipiec         | sans      |         |
| mars 1995                                | 2001         | Lucien Léonard        | sans      |         |
| 2001                                     | mars 2008    | Jean-Luc François (d) | sans      |         |
| mars 2008                                | février 2011 | Pascal Biache (d)     | PS        |         |
| avril 2011                               | mars 2014    | Gilles Danrosey (d)   | sans      |         |
| mars 2014                                | mars 2020    | Jean-Luc François (d) | sans      |         |
| mars 2020                                | En cours     | Christian Zwiebel (d) | sans      |         |

## Démographie
L'évolution du nombre d'habitants est connue à travers les recensements de la population effectués dans la commune depuis 1793. Pour les communes de moins de 10 000 habitants, une enquête de recensement portant sur toute la population est réalisée tous les cinq ans, les populations de référence des années intermédiaires étant quant à elles estimées par interpolation ou extrapolation. Pour la commune, le premier recensement exhaustif entrant dans le cadre du nouveau dispositif a été réalisé en 2006.

En 2022, la commune comptait 1 024 habitants, en évolution de −2,2 % par rapport à 2016 (Moselle : +0,52 %, France hors Mayotte : +2,11 %).
| 1793 | 1800 | 1806 | 1821 | 1836 | 1841 | 1861 | 1866 | 1871 |
| ---- | ---- | ---- | ---- | ---- | ---- | ---- | ---- | ---- |
| 822  | 832  | 971  | 908  | 951  | 950  | 998  | 981  | 924  |

| 1875 | 1880 | 1885 | 1890 | 1895 | 1900 | 1905 | 1910 | 1921 |
| ---- | ---- | ---- | ---- | ---- | ---- | ---- | ---- | ---- |
| 849  | 803  | 757  | 713  | 678  | 632  | 658  | 590  | 514  |

| 1926 | 1931 | 1936 | 1946 | 1954 | 1962 | 1968 | 1975 | 1982 |
| ---- | ---- | ---- | ---- | ---- | ---- | ---- | ---- | ---- |
| 564  | 556  | 604  | 590  | 712  | 762  | 786  | 808  | 833  |

| 1990 | 1999 | 2006  | 2011  | 2016  | 2021  | 2022  | - | - |
| ---- | ---- | ----- | ----- | ----- | ----- | ----- | - | - |
| 885  | 901  | 1 009 | 1 036 | 1 047 | 1 034 | 1 024 | - | - |

## Culture locale et patrimoine

### Lieux et monuments
- L'ouvrage du Bambesch, fort de la ligne Maginot capturé par les Allemands le 20 juin 1940 est ouvert au public depuis 1974 (plus d'informations : www.lebambesch.com).
- Le monument aux morts des deux guerres mondiales est inauguré en 1976.

### Édifices religieux
- L'église paroissiale, dédiée à saint Félix de Nole, est construite au XIVe siècle puis agrandie en 1752 ; son mobilier date du XVIIIe siècle et la tour-clocher est reconstruite en 1868. La chapelle Notre-Dame-de-la-Paix, érigée une première fois en 1611, est reconstruite grâce aux dons des fidèles en 1811 puis restaurée en 1902.
- La chapelle Notre-Dame-de-la-Paix.
- La chapelle Saint-Antoine.
- Nombreux calvaires.

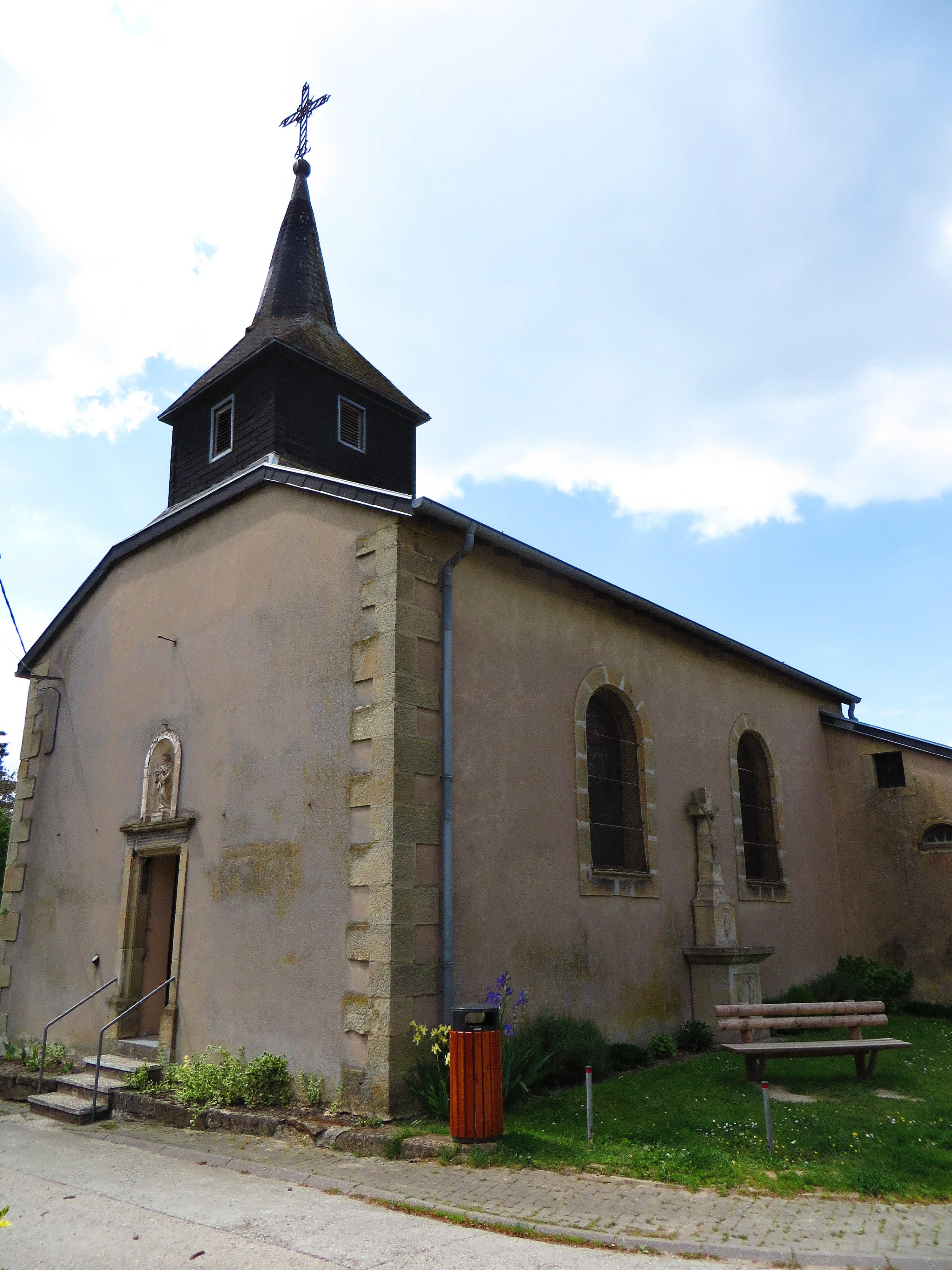
Chapelle Notre-Dame-de-la-Paix.
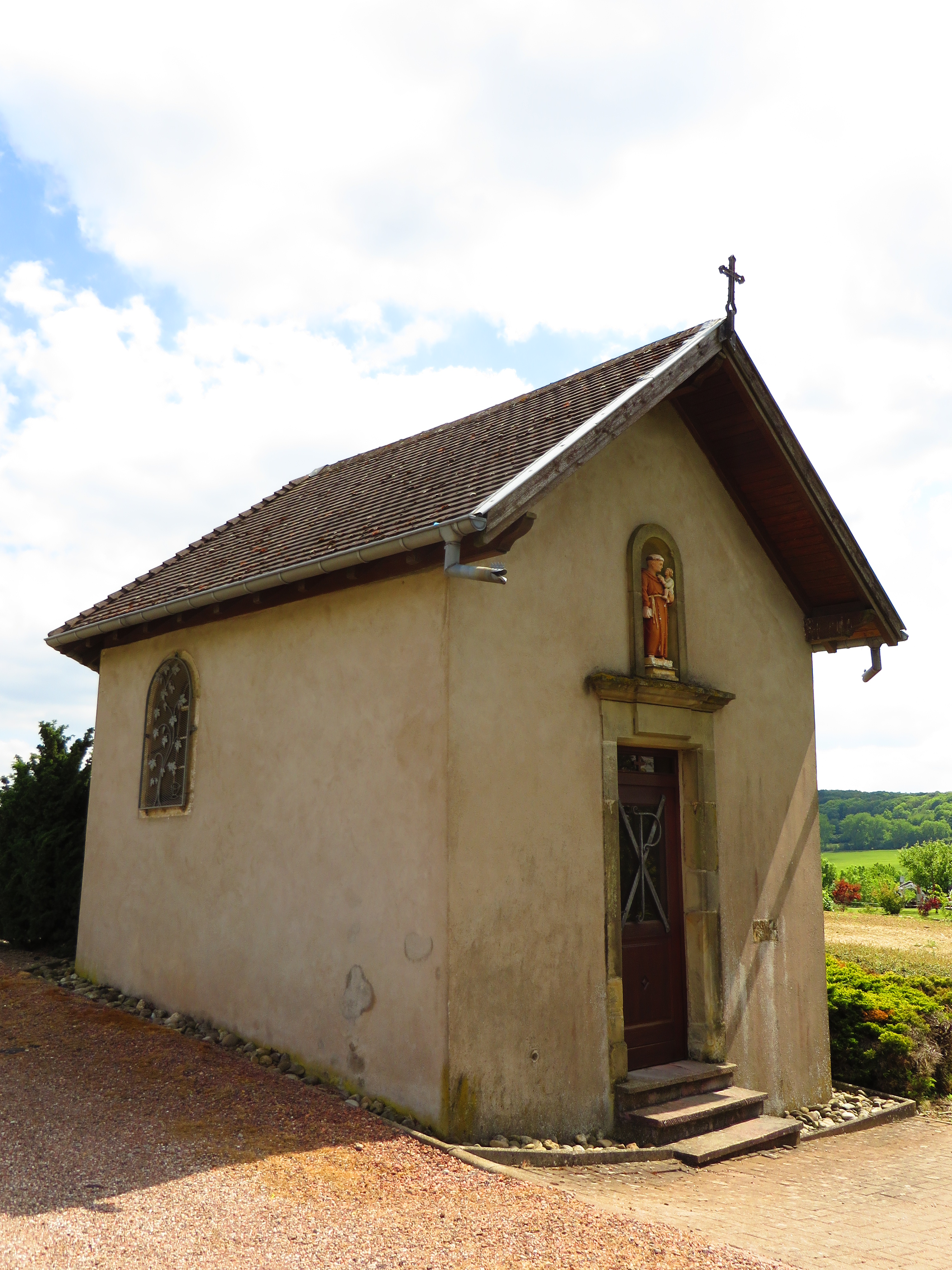
Chapelle Saint-Antoine.

### Associations
Liste des associations à Bambiderstroff : 
- JDM Impérial Lorraine
- Société des mineurs
- APE Bambi'joie
- Syndicat des arboriculteurs
- Association des donneurs de sang
- Association des guides du Bambesch
- Amicale des anciens sapeurs pompiers
- Bambi Air club
- Club des joyeux
- Conseil de fabrique
- Groupe s'Airsoft Stalingrad
- Colorisons
- Moto cross club Créhange-Bambi
- Téléclub
- Tennis club
- Union sportive de Bambiderstroff[26].

### Personnalités liées à la commune
- Adrien Veber (1861-1932), né sur la commune, homme politique socialiste parisien.

### Héraldique
| Blason de Bambiderstroff | Blason  | Mi-coupé burelé d'argent et d'azur de dix pièces au lion de gueules à double queue armé, lampassé et couronné d'or, et de gueules à un chêne arraché d'argent. |
| Blason de Bambiderstroff | Détails | Le statut officiel du blason reste à déterminer. |

## Pour approfondir